# Diatomácea

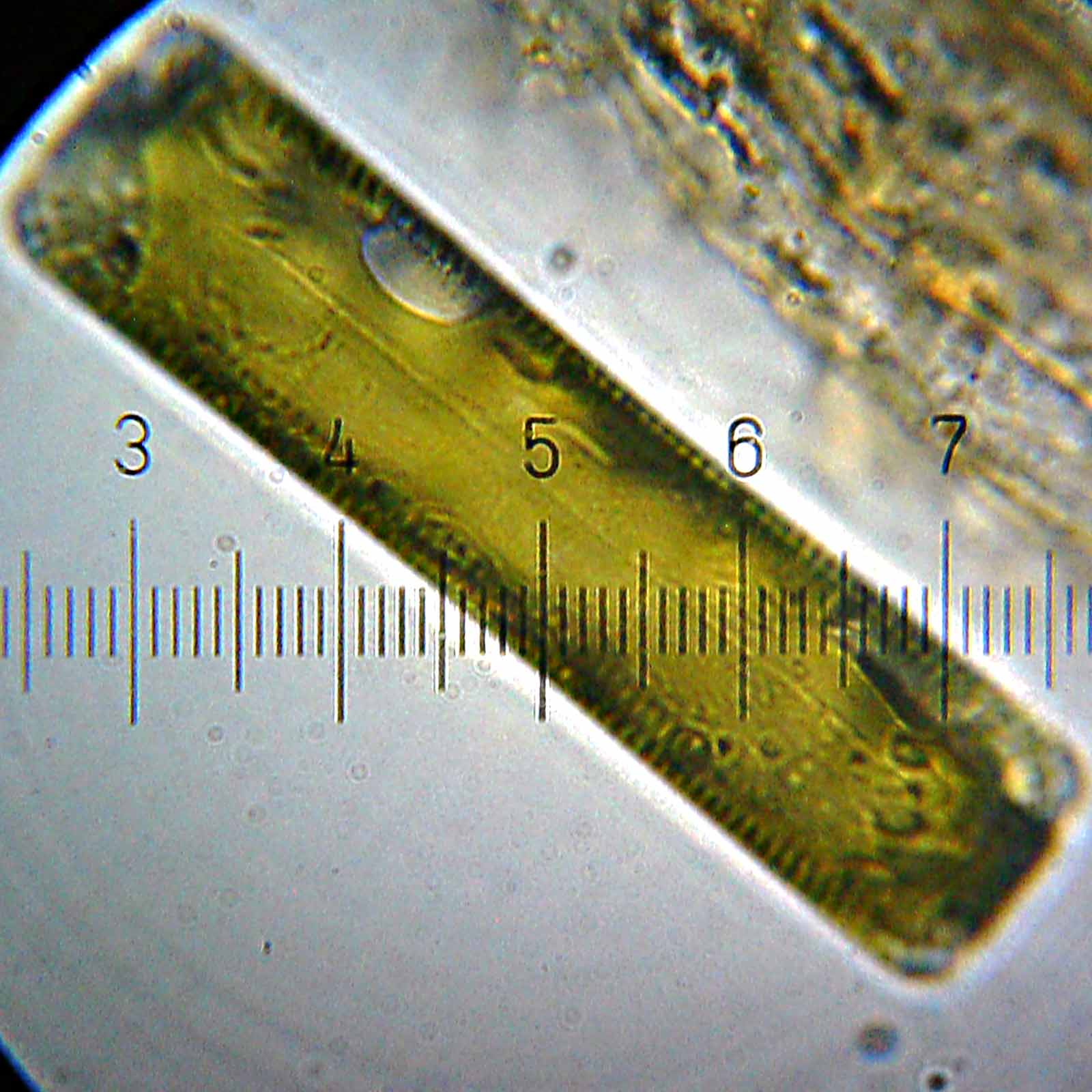
Micrografia óptica de uma diatomácea viva, com coloração de opala. Os número na escala graduada correspondem a 10 micrómetros na imagem

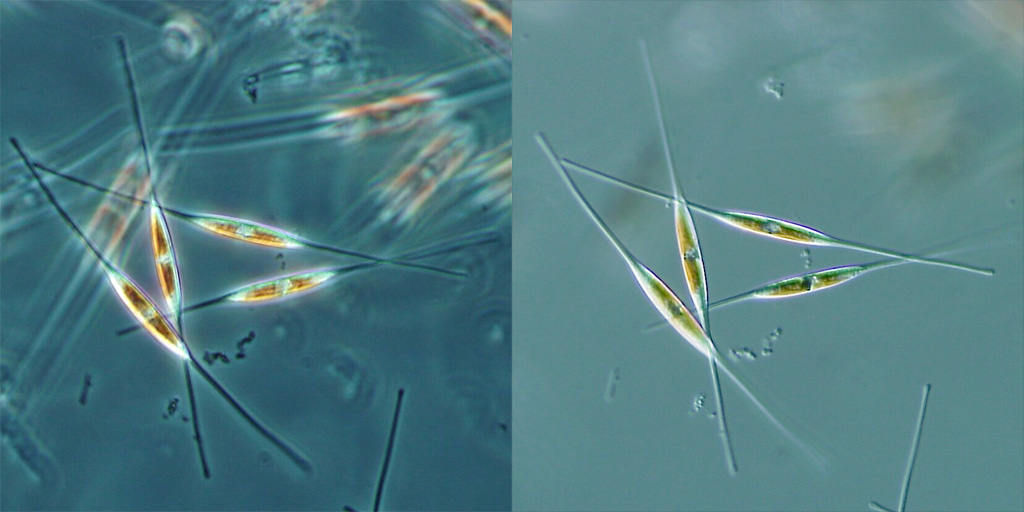
Diatomáceas vistas ao microscópio óptico

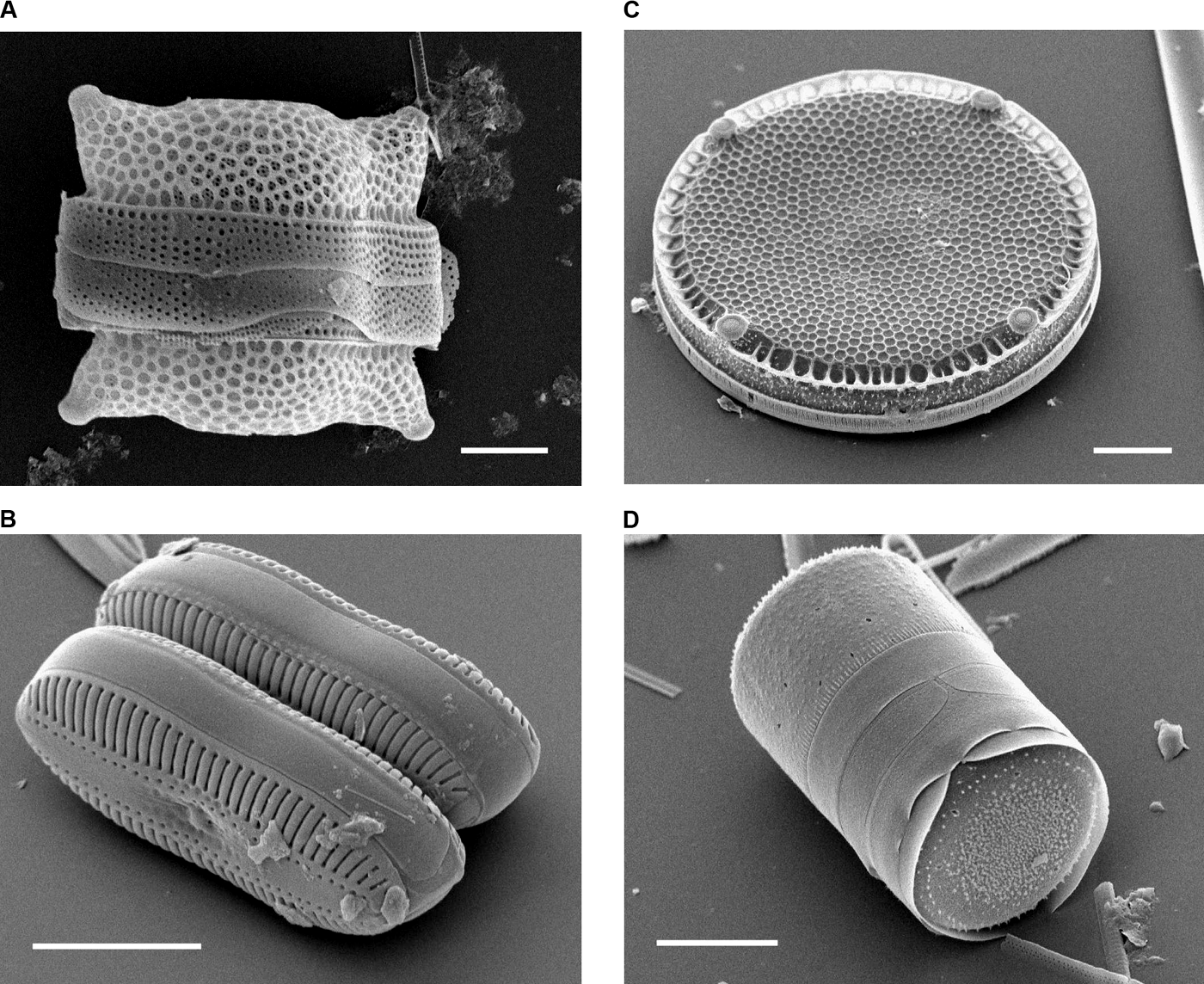
Imagens ao microscópio electrónico de varrimento: A Biddulphia reticulata, B Diploneis, C Eupodiscus radiatus, D Melosira varians.

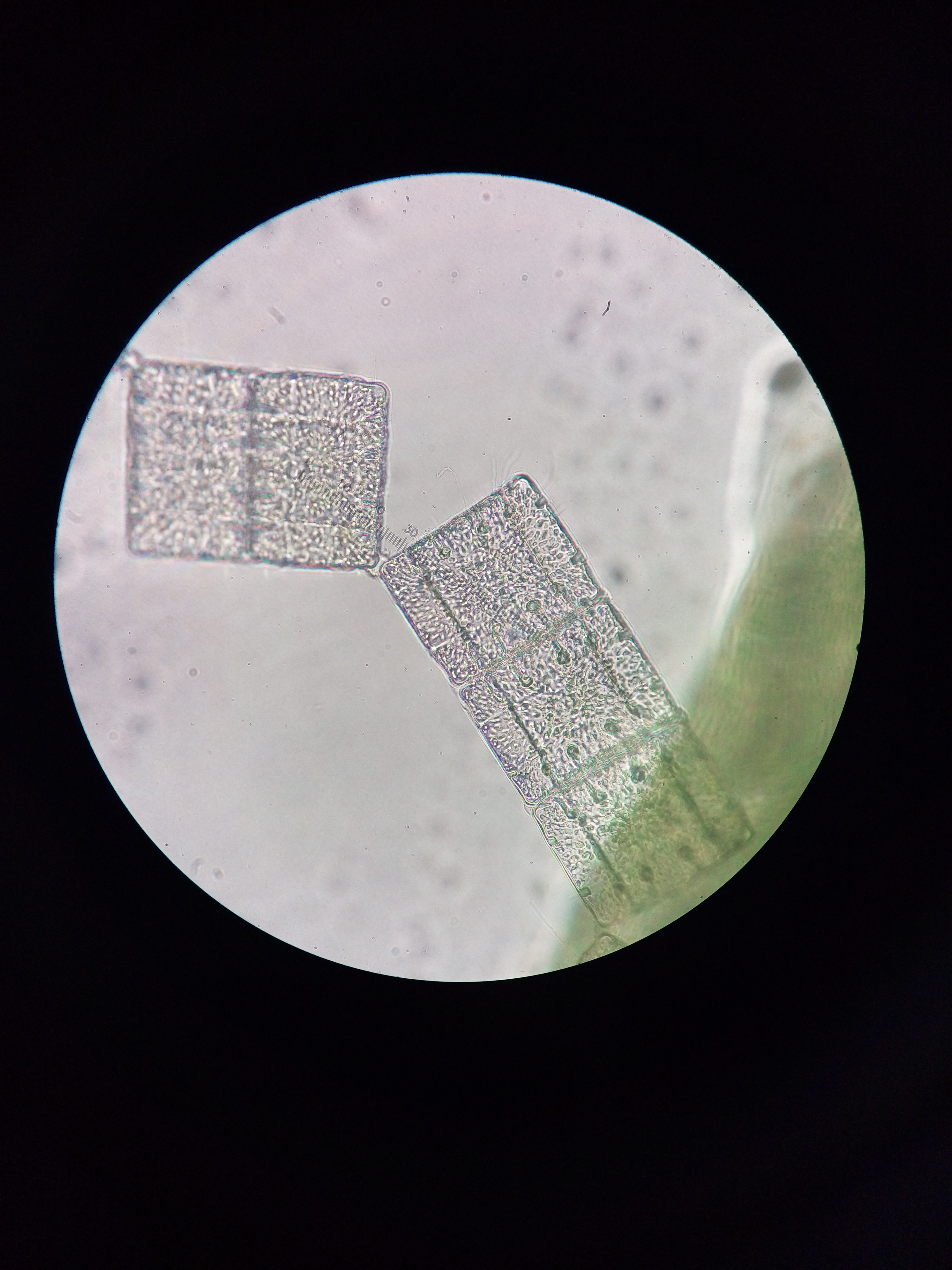
Terpsinoe musica vista ao microscópio óptico

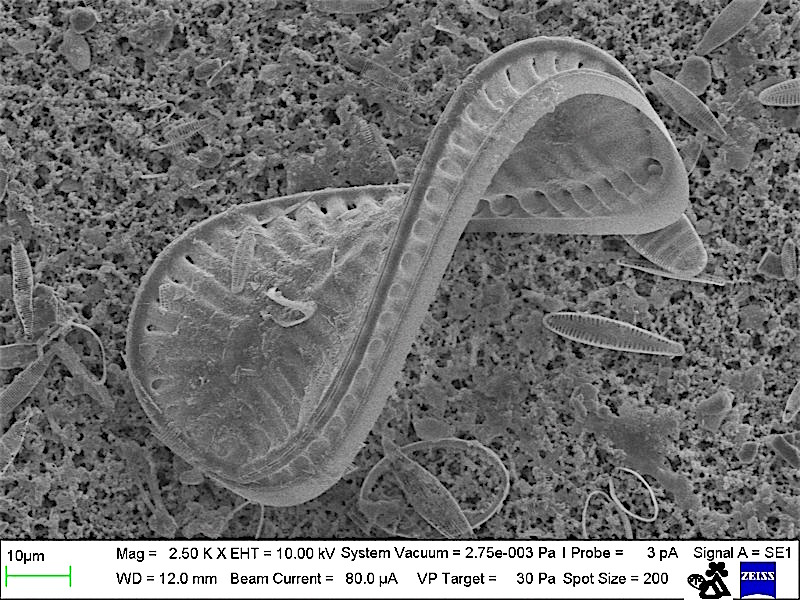
A diatomácea Surirella spiralis (imagem obtida por microscopia electrónica de varrimento).

Representação diagramática de uma diatomácea.
1) Núcleo; contem o material genético
2) Nucléolo; localização dos cromossomas
3) Complexo de Golgi; modifica e dsitribui proteínas
4) Parede celular; membrana externa da célula
5) Pirenóide; centro de fixação de carbono
6) Cromatóforo; estrutura membranosa portadora de pigmentos
7) Vacúolos; vesículas celulares delimitadas por uma membrana
8) Filamentos citoplasmáticos; fixam o núcleo
9) Mitocôndria; produz ATP (energia) para a célula
10) Valvas/estrias; permite a entrada de nutrientes e a expulsão de resíduos da célua

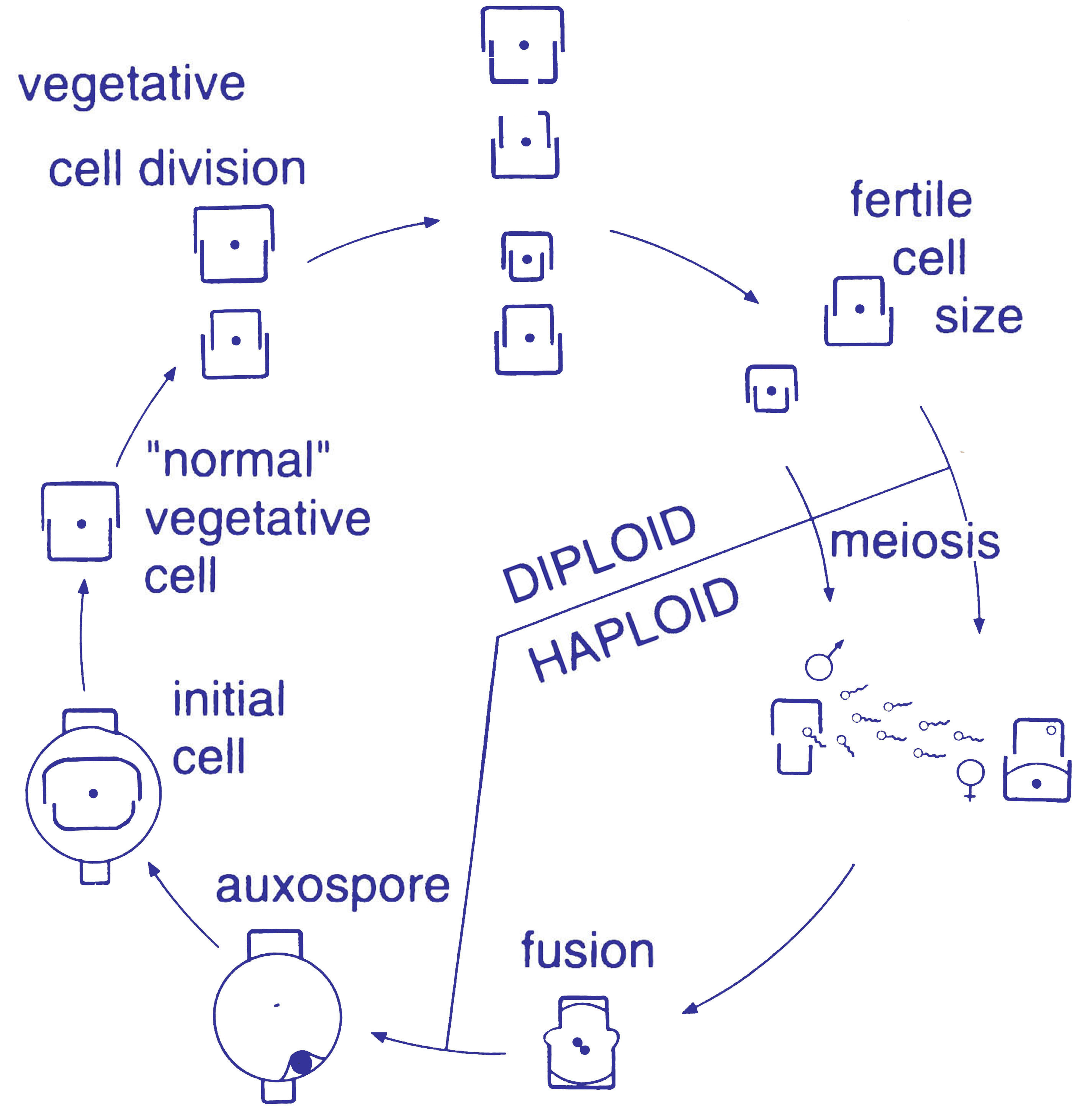
Ciclo de vida de uma diatomácea céntrica (oogamia).

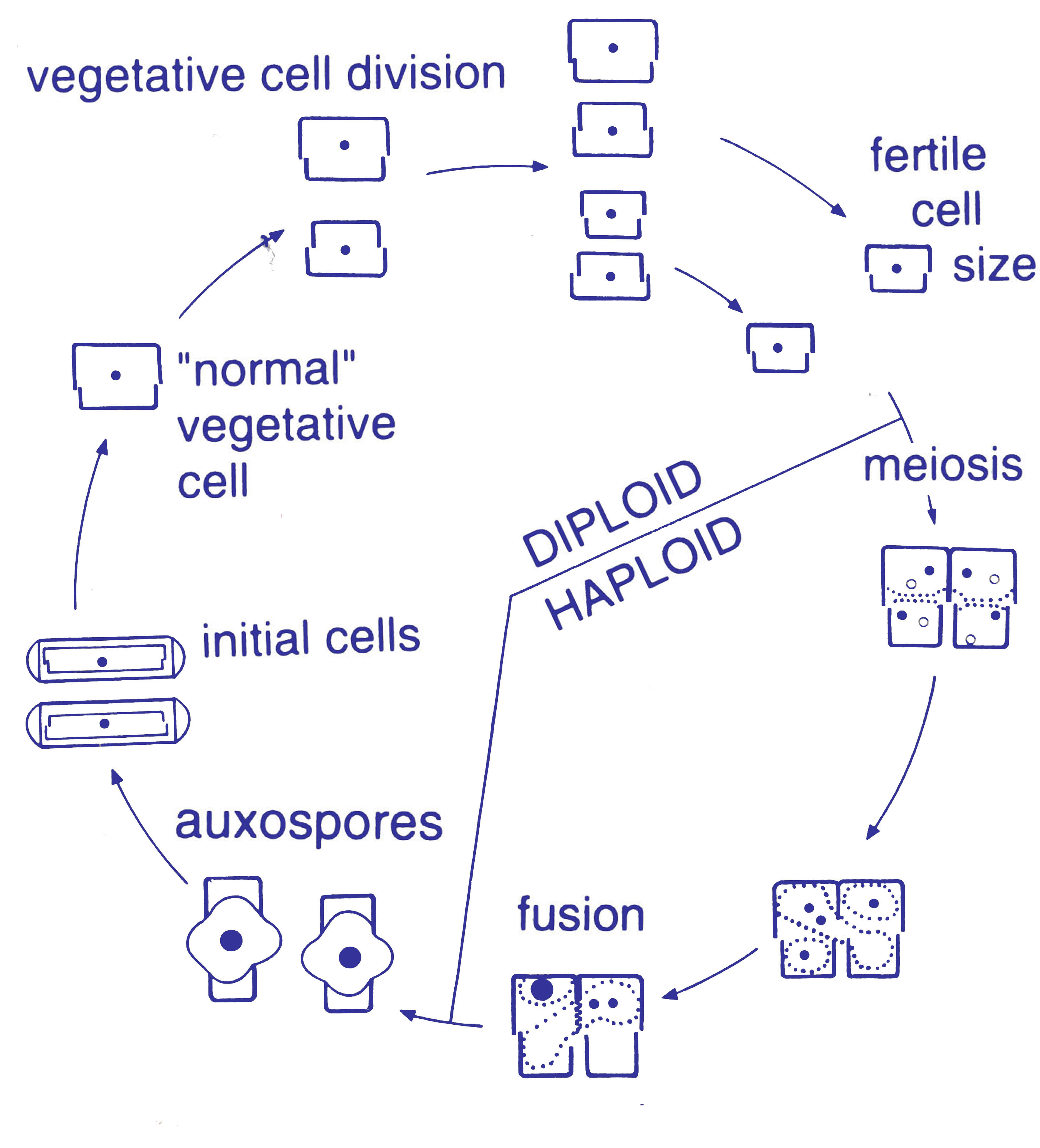
Ciclo de vida de uma diatomácea penada (isogamia morfológica, anisogamia fisiológica).

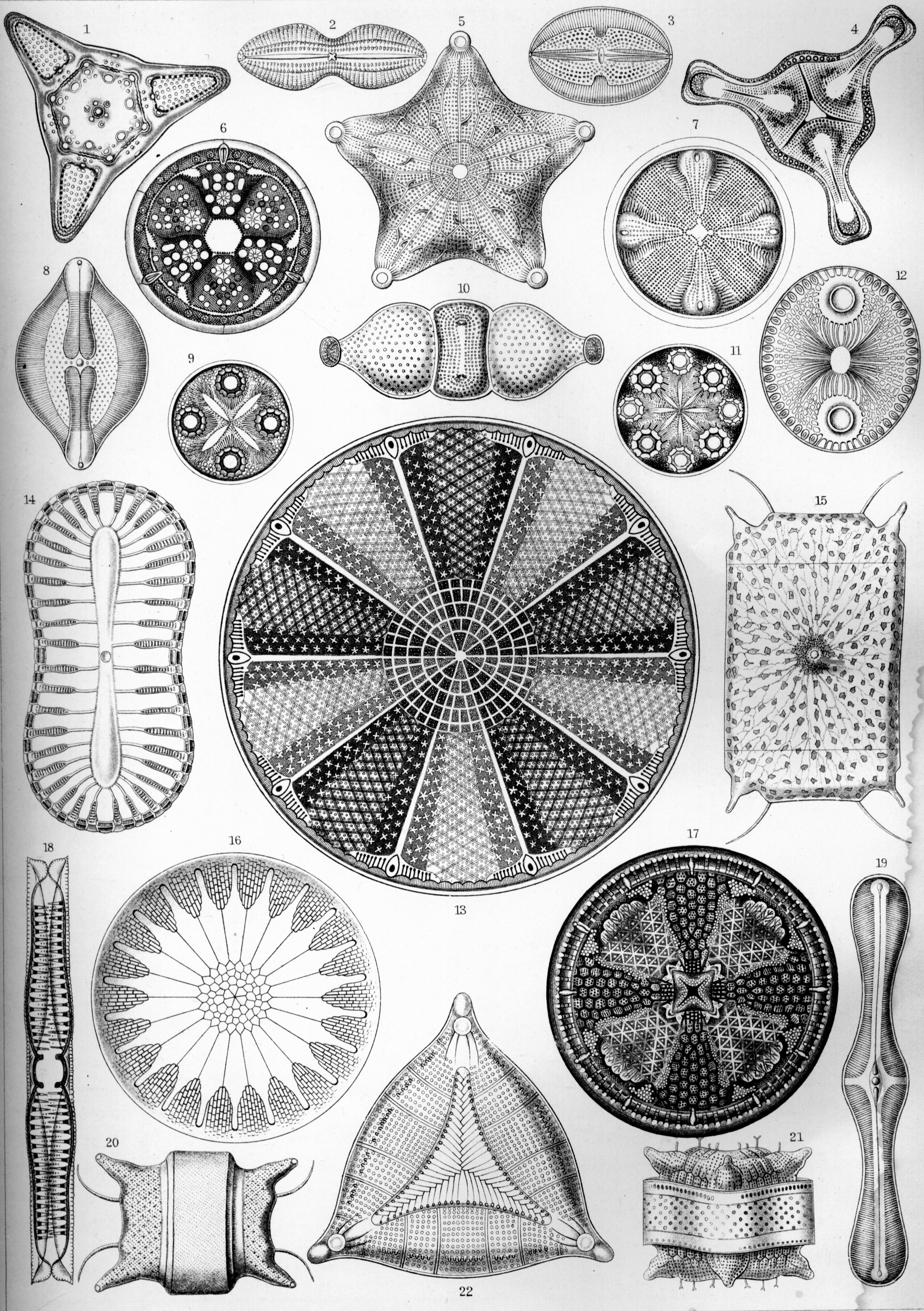
Diatomáceas numa ilustração de Ernst Haeckel na sua obra editada em 1904 intitulada Kunstformen der Natur (Formas artísticas da Natureza).

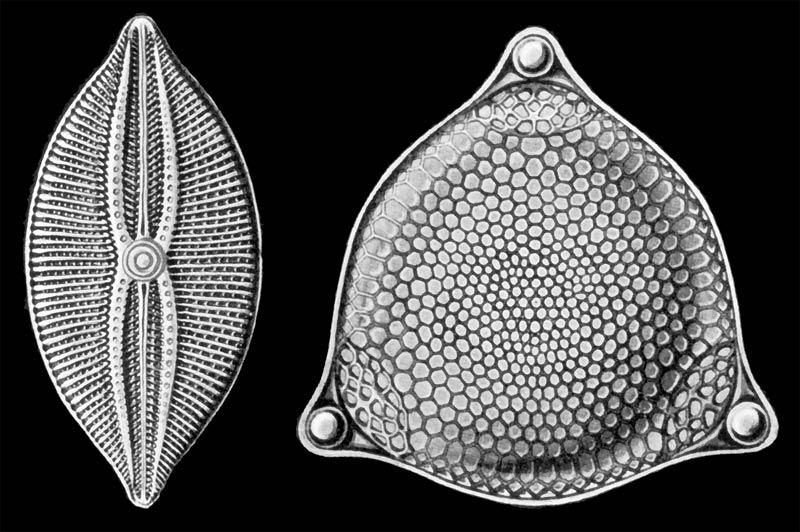
Diatomácea penada e diatomácea centrada (ilustrações de Ernst Haeckel).

Bacillariophyta, ou diatomáceas (também Diatomea, Diatomeae ou Bacillariophyceae sensu lato), é a designação dada em biologia e taxonomia a um numeroso e biodiverso agrupamento taxonómico de algas unicelulares que na sua presente circunscrição taxonómica contém mais de 20 000 espécies extantes. O grupo caracteriza-se pela presença de um tipo específico de parede celular, designado por frústula, composta por sílica opalina. Constitui um dos tipos mais comuns de fitoplâncton, assumindo na maioria dos ambientes marinhos e lacustres função dominante entre os produtores (organismos autotróficos) que formam a base da cadeia alimentar, gerando 20 - 50 % do oxigénio molecular libertado na atmosfera terrestre em cada ano.

## Descrição
O termo «diatomácea» deriva do grego clássico diá-tom-os 'cortado a meio', de diá, 'através' ou 'dividido'; e da raiz de tém-n-ō, 'cortar'), uma referência à presença em muitas das espécies de uma rafe que, quando observada ao microscópio óptico, aparenta ser uma comissura que divide a célula em duas metades. Este grupo taxonómico, com filogenia complexa e grande biodiversidade, constitui um dos maiores agrupamentos de algas, especificamente microalgas, presente nos oceanos, lagos, rios e solos de todo o mundo. Por serem tradicionalmente incluídos entre as algas, o estudo destes organismos é considerado parte da ficologia.
Em cada momento as diatomáceas vivas constituem uma porção significativa da biomassa da Terra: geram entre 20 a 50 por cento do oxigénio molecular produzido no planeta em cada ano, removendo mais de 6,7 mil milhões de toneladas de silício em cada ano das águas onde vivem, sendo responsáveis pela libertação de cerca de 70% da totalidade do presente nível oxigénio atmosférico da Terra e contribuindo com cerca de metade do material orgânico presente nos oceanos. A sua abundância é tal que as frústulas (conchas) de diatomáceas mortas, apesar de microscópicas, formam depósitos no fundo dos oceanos que nalgumas regiões têm mais de 800 m de espessura. A partir de depósitos fósseis, a bacia do Amazonas é fertilizada anualmente com cerca de 27 milhões de toneladas de poeiras de conchas de diatomáceas transportadas através do Atlântico pelos ventos a partir do Sahara, boa parte com origem na  Depressão de Bodélé, uma região que em tempos foi um vasto sistema de lagos de água doce ricos em diatomáceas.
A maioria das espécies ocorre na camada eufótica dos mares de águas frias, mas são muito numerosas as espécies de água doce e comuns as espécies que crescem à superfície do solo. Apesar da diversidade dos habitats onde ocorrem diatomáceas, a vasta maioria das espécies flutua nos mares e lagos, representando uma parcela importante do fitoplâncton. Contudo, algumas espécies produzem uma mucilagem adesiva e vivem presas à superfície de organismos marinhos, como macroalgas, moluscos, crustáceos, tartarugas e baleias (como perifíton) e em habitats como a superfície de troncos de árvores, superfície de rochas expostas e mesmo sobre as folhas de plantas (uma forma de epifitismo).
As diatomáceas são organismos unicelulares, ainda que em muitas das espécies coexistam indivíduos isolados com formas coloniais do tipo filamentoso ou em cadeias celulares (p. ex. Fragillaria), em forma de leque (p. ex. Meridion), estruturas em ziguezague (p. ex. Tabellaria) ou formas estreladas (p. ex. Asterionella). Apesar de unicelulares, as diatomáceas são organismos cujas células variam em tamanho entre 2 e 200 μm (micrómetros).
Na presença de nutrientes e luz solar adequados, uma população de diatomáceas dobra aproximadamente a cada 24 horas por reprodução assexuada através de fissão múltipla, tendo cada célula individual uma vida máxima de aproximadamente 6 dias.
Uma característica única da anatomia das diatomáceas, específica e distintiva deste tipo de algas, é apresentarem as suas células rodeadas por uma parede celular única, constituída por dióxido de silício (SiO2), ou sílica opalina (dióxido de silício hidratado), designada por frústula. As frústulas são verdadeiras carapaças microscópicas, exibindo uma ampla variedade nas suas formas e tamanhos, mas sendo geralmente compostas por duas partes assimétricas separadas por uma linha divisória bem marcada, característica que dá o nome ao grupo. As diatomáceas agrupam-se, quanto à sua morfologia, em duas formas distintas: as diatomáceas cêntricas (Centrales), com simetria radial; e diatomáceas penadas (Pennales), com simetria bilateral.
Na maioria das espécies, a frústula é formada por duas partes encaixadas (algo como uma caixa redonda com tampa), com saliências, depressões e poros que permitem contacto da membrana plasmática com o meio exterior. Essa estrutura, associada à coloração estrutural devida à sua nanoestrutura fotónica, confere a muitas espécies de diatomáceas um aspecto iridescente e brilhante, levando-os a serem descritas como «jóias do mar» ou «opalas vivas». Essa iridescência das carapaças siliciosas, associada aos pigmentos fotossintéticos presentes, dá às algas várias colorações, indo do dourado ao castanho-esverdeado.
O movimento nas diatomáceas ocorre principalmente de forma passiva como resultado das correntes de água induzidas pelas diferenças de temperatura e densidade e pelas correntes de turbulência induzidas pelo vento. No entanto, os gâmetas masculinos de diatomáceas cêntricas (Centrales) apresentam flagelos, permitindo movimentos activos na busca de gâmetas femininos.
Organismos autotróficos, semelhantes nesse aspecto às plantas, as diatomáceas convertem energia luminosa em energia química por fotossíntese, embora essa capacidade autotrófica que esses dois grupos de organismos compartilham tenha evoluído independentemente em ambas as linhagens.
Num processo metabólico invulgar entre os organismos autotróficos, as diatomáceas possuem um ciclo da ureia, uma característica que compartilham com os animais, embora esse ciclo seja usado para  fins metabólicos diferentes nas diatomáceas. A família Rhopalodiaceae também apresenta uma cianobactéria endossimbionte, denominada corpo esferóide. Esse endossimbionte perdeu as suas propriedades fotossintéticas, mas manteve a capacidade de realizar a fixação de azoto, permitindo que o diatomácea utilize o azoto atmosférico.
As principais substâncias de reserva das diatomáceas são óleos (acumulados em oleoplastos, que em muitas espécies contribuem para facilitar a flutuação.
Em certas regiões do fundos marinho ou lacustres as carapaças de diatomáceas acumularam-se ao longo de centenas de milhar ou mesmo milhões de anos, formando camadas rochosas compactas conhecidas como diatomitos (ou terras de diatomáceas quando sejam rochas pouco consolidadas). São rochas sedimentares moles, constituídas quase exclusivamente por sílica, que são facilmente desintegradas num pó fino que em geral apresenta um tamanho de partícula de 10 a 200 μm.  Por serem constituídas por carapaças vitrificadas muito pequenas,  com granulosidade finíssima, as terras de diatomáceas são usadas para uma variedade de finalidades, incluindo a confecção de filtros e isolantes, na filtração de água, como abrasivo suave e equipamentos polidores, em camas de gatos e como estabilizador de dinamite.
As terras de diatomáceas são utilizadas desde a Antiguidade Clássica europeia como material de construção, geralmente misturadas com cal. Alguns exemplos de grandes obras construídas com terras de diatomáceas, e que ainda subsistem, são os aquedutos de Roma, os portos de Alexandria e o Canal de Suez.
O registo fóssil conhecido sugere que as diatomáceas se originaram durante ou depois do período Jurássico Inferior, há cerca de 150-200 milhões de anos, apesar dos primeiros restos corpóreos conhecidos estarem datados do Paleogeno. As comunidades de diatomáceas são usadas para monitorizar condições ambientais passadas e presentes, constituindo uma ferramenta frequentemente utilizada para a vigilância das condições ambientais, nomeadamente da qualidade da água e do seu estado trófico, e no estudo das alterações climáticas.

### Morfologia
O grupo apresenta enorme biodiversidade, com centenas de milhar de espécies e formas extantes, para além daquelas que apenas são conhecidas do registo fóssil. As suas paredes celulares de sílica, as frústulas, apresentam grande diversidade de formas, muitas delas extraordinariamente intrincadas e ornamentadas, que tornam as diatomáceas um dos grupos de seres vivos microscópicos que mais atenção tem despertado. Esta biodiversidade traduz-se em mais de 250 géneros, não contando os extintos, conhecendo-se mais de 20 00 espécies de diatomáceas, com alguns autores a estimarem que o número total seja superior a 100 000 espécies.
As diatomáceas pertencem a um grande grupo de protistas designado por Stramenopiles (ou Heterokontophyta no anterior sistema de classificação), que inclui conjuntamente espécies autotróficas (como as Phaeophyceae, as algas-castanhas) e heterotróficas (como os fungos aquáticos do grupo Oomycetes, os oomicetes). As diatomáceas são na sua vasta maioria autotróficas, mas algumas espécies são, por adaptação secundária, heterotróficas ou mixotróficas.
As diatomáceas apresentam dimensões que variam entre os 2 e os 200 micrómetros de comprimento. Os seus pirenóides castanho-amarelados, o local da fotossíntese, são típicos dos organismos heterocontes, possuindo quatro membranas plasmáticas e contendo pigmentos como carotenóides e fucoxantinas. Os indivíduos geralmente carecem de flagelos, mas estes estão presentes nos gâmetas masculinos das diatomáceas cêntricas e têm a estrutura heteroconte típica, embora não apresentem mastigonemas.
Os diatomáceas são frequentemente referidos como «jóias do mar» ou «opalas vivas» devido às suas propriedades ópticas. A função biológica daquela coloração estrutural não é clara, mas especula-se que possa estar relacionada com a comunicação, a camuflagem, as trocas térmicas e eventualmente a protecção contra a radiação UV.
Os diatomáceas constroem paredes celulares intricadas, porém porosas, chamadas frústula, compostas principalmente por sílica.:25–30 A parede silicatada pode ser rica em padrões ornamentais, com uma grande variedade de poros, estrias, espinhos minúsculas, nervuras marginais e intumescências, aspectos que podem ser usados para classificar géneros e espécies.
A célula em si consiste em duas metades, cada uma contendo uma placa essencialmente plana, ou teca, e a respectiva conexão marginal, ou faixa de cintura. Uma metade, a hipoteca, é um pouco menor que a outra metade, a epiteca. Embora o formato da célula seja tipicamente circular, algumas células podem ser triangulares, quadradas ou elípticas. A sua característica distintiva é a presença da frústula mineral dura composta de opala (ácido silícico polimerizado e hidratado).
Os cloroplastos de coloração amarelo-acastanhado das diatomáceas são típicos dos heteroncontes, apresentando clorofilas a, c1 e c2 e pigmentos acessórios como o β-caroteno, a fucoxantina e outras xantofilas, entre as quais a neofucoxantina, a diatoxantina e a diadinoxantina. Os cloroplastos apresentam a estrutura típica dos plastos dos heterocontófitos, sendo organelos com quatro membranas plasmáticas, o que aponta para uma origem por endocitobiose secundária.
As reservas de alimento são armazenadas como carboidratos ou lípidos, que para além de servirem de reserva, contribuem para flutuabilidade. Os materiais de reserva preferenciais são a crisolaminarina e gotas de lípidos, em oleoplastos que para além da sua função metabólica auxiliam no controlo da flutuação ao permitirem variar a densidade da célula.
Os indivíduos adultos deste grupo não apresentam flagelos, embora estes estejam presentes nos gâmetas e geralmente com a típica estrutura heteroconte, diferenciando-se contudo por carecerem dos mastigonemas características dos restantes grupos de Heterokonta. Em geral, as diatomáceas não apresentam capacidade de movimento próprio, embora algumas espécies possam controlar o seu deslocamento pela contracção repetida da rafe, única região flexível dada a rigidez da parede celular siliciosa que constitui a frústula.
As diatomáceas tendem a formar cadeias de células, as quais ajudam a manter a flutuação das células, essencial para que possam permanecer na zona eufótica, coincidente com as águas superficiais, dada a dependência destas organismos da fotossíntese. Algumas espécies regulam activamente sua flutuabilidade com lípidos intracelulares, reduzindo a sua densidade e assim evitando a subsidência.
Várias espécies são endossimbiontes de extrema importância em cnidários e em muitas das espécies que constituem os recifes de coral, formando parte importante das zooxantelas. Estes endossimbiontes fotossintéticos, que em muitos casos são responsáveis pela coloração dos organismos hospedeiros, fornecem capacidade fixadora de energia solar e são indispensáveis à sobrevivência das espécies heterotróficas a que estão associados.
Algumas espécies apresentam bioluminescência, enquanto outras produzem toxinas que podem penetrar na cadeia trófica através de peixes e de organismos filtradores.
Podem reproduzir-se sexuada ou assexuadamente. Os espécimes adultos carecem, usualmente, de flagelos, ainda que estes estejam presentes nos gâmetas, apresentando a estrutura típica dos heterocontófitos, diferenciando-se contudo pela ausência de mastigonemas, as fibrilhas que estão presentes na maioria dos grupos de heterocontes.

### Composição da parede celular
Apesar de ser geralmente microscópicas, algumas espécies de diatomáceas podem alcançar os 200 μm de comprimento. As células das diatomáceas estão contidas dentro de uma única parede celular de silicato (frústula) composta por duas tecas (ou valvas) separadas. A parede celular das diatomáceas, que forma a frústula, é composta, em peso, por cerca de 95% de sílica biogénica e 5% de compostos orgânicos.
A sílica biogénica da parede celular é sintetizada intracelularmente por polimerização de monómeros de ácido silícico. Este material é secretado para o exterior da célula produzindo, em conjugação com os cerca de 5% em peso de material proteico e glúcidos, a estrutura da parede celular.
A maior parte das diatomáceas apresenta uma frústula composta por duas valvas (ou tecas), que se sobrepõem e se encaixam como as partes de uma placa de Petri. A teca maior (ou superior) é designada por epiteca, a menor (ou inferior) é designada por hipoteca. A região de encontro entre as duas valvas é designada por pleura ou fissura pleural.
A frústula pode possuir ornamentações diversas, entre as quais os poros, que estão arranjados em padrões diferentes entre as espécies, não contendo sílica nessas regiões. A frústula aparece delicadamente ornamentada com relevos que formam desenhos variados e perfeitamente simétricos, dando lugar a dois tipos de diatomáceas, as que apresentam simetria radial e a que apresentam de simetria lateral. De acordo com a simetria corporal, podem ser definidos dois grupos: as diatomáceas penadas (simetria bilateral ou Pennales) e as diatomáceas cêntricas (simetria radial ou Centrales).
As frústulas das diatomáceas, por terem densidade superior, sedimentam em meio aquático (marinho e outros) por gravidade quando o organismo morre e a célula é digerida, dando origem, quando em grandes quantidades, a rochas sedimentares como as diatomites e moronites.

### Excreção de mucilagem
Devido a ausência de flagelos, as diatomáceas apresentam uma motilidade que é produzida pela excreção de mucilagem, produzida no citoplasma e libertada através das ornamentações corporais.
Entre as Pennales, devido à existência de uma rafe (fenda longitudinal, de onde também é libertada mucilagem), a movimentação ocorre por adesão do substrato, causada pela mucilagem. Entre as Centrales, o deslizamento é proporcionado por canais de sílica, designados por pórtulas, que secretam mucilagem através de uma abertura que se estende do citoplasma até a face externa da teca.

### Reprodução
As diatomáceas alternam entre a reprodução assexual por divisão celular, a mais frequente, e a reprodução sexual. No primeiro caso o mecanismo de divisão celular é a mitose, enquanto no segundo, como as células vegetativas são diploides, a produção de gâmetas ocorre por meiose.
Na reprodução assexual, isto é na multiplicação celular vegetativa mitótica, de longe a forma de multiplicação mais frequente neste grupo de organismos, as duas tecas da frústula separam-se, a célula divide-se, e cada uma das tecas que a constituíam assume a função de epiteca (teca ou valva maior), reconstituindo uma hipoteca (teca ou valva menor). Em consequência deste mecanismo, na reprodução por divisão celular, cada célula filha recebe uma das tecas da frústula da célula mãe, a qual passa a constituir a teca maior (ou epiteca) do novo organismo, produzindo uma nova teca menor (ou hipoteca).
Como consequência deste processo de multiplicação, a célula filha que recebeu a teca menor resulta necessariamente num espécime de menor tamanho que o original. Por outro lado, a frústula não pode crescer. Desta forma ocorre uma diminuição progressiva do tamanho das células-filhas que recebem a hipoteca, já que logo na primeira geração 50% dos espécimes são de menor tamanho que a diatomácea original e em cada novo ciclo de divisão 50% os espécimes vão sempre diminuindo de tamanho. Apesar de ser esta a tendência geral, contudo já se observou que em algumas espécies a divisão não causa uma redução sensível do tamanho de qualquer das células filhas.
O processo de reprodução assexual continua até que as células alcançam cerca da terça parte do seu tamanho máximo. Quando um tamanho mínimo é atingido, a reprodução sexuada surge para restabelecer o tamanho normal da espécie, produzindo gâmetas sem frústulas que se fundem formando um zigoto que é designado por auxósporo. Em alguns casos, a reprodução sexuada é desencadeada por mudanças nas condições físicas do ambiente ou na disponibilidade de nutrientes. Em qualquer dos casos, este mecanismo ajuda a restabelecer o tamanho original das diatomáceas porque o zigoto cresce rapidamente antes de produzir uma nova frústula.
As células vegetativas das diatomáceas são diploides (número cromossómico = 2n) e a meiose gera gâmetas masculinos e femininos que depois se fundem para formar o zigoto. O zigoto liberta-se da sua camada protectora e cresce em forma de uma célula esférica recoberta por uma membrana orgânica (originando uma forma designada por auxósporo). Quando o auxósporo alcança a sua dimensão máxima (a da diatomácea inicial), forma no seu interior uma diatomácea, completa com a respectiva frústula, que dá início a uma nova geração. Nos casos em que a formação destes esporos ocorre como resposta a condições ambientais desfavoráveis, a germinação dá-se quando as condições melhoram.
As diatomáceas são maioritariamente não móveis, ainda que os zoósporos (o esperma) de algumas espécies possa ser flagelado, com movimento normalmente limitado ao deslizamento. Nas diatomáceas cêntricas, os gâmetas masculinos são mais pequenos que os femininos e apresentam um flagelo, enquanto os gâmetas femininos são grandes e imóveis (oogamia). Pelo contrário, nas diatomáceas penadas ambos os gâmetas carecem de flagelos (isogamia). Foi documentado que uma espécie do grupo das diatomáceas penadas sem rafe é anisógama e, por isso, foi considerada uma etapa de transição entre as diatomáceas cêntricas e as diatomáceas penadas com rafe.

## Distribuição e ecologia
A enorme biodiversidade do grupo e o cosmopolitismo da sua distribuição, aliada à enorme biomassa que agregadamente representa e à sua capacidade fotossintética, fazem das diatomáceas um dos agrupamentos biológicos mais importantes a nível planetário, constituindo parte substancial da base das cadeias tróficas das regiões oceânicas.

### Distribuição
As diatomáceas constituem um agrupamento biológico com distribuição cosmopolita, com presença comum nos mais diversos habitats aquáticos ou com elevada disponibilidade de humidade de todas as regiões do planeta. Embora a vasta maioria das espécies ocorra na camada eufótica dos mares de águas frias, o grupo está presente em todos os oceanos, nas massas de água doce, na superfície do solo e numa grande variedade de superfícies húmidas (como a face de rochedos, os troncos de árvores e mesmo a superfície das folhas das plantas) em locais com humidade atmosférica elevada.
Apesar dessa diversidade de habitats, a maioria das espécies são organismos marinhas pelágicos de vida livre presentes na camada eufótica das águas oceânicas. Contudo as diatomáceas são também de ocorrência frequente entre as espécies fitobênticas, ocupando a superfície da interface entre o substrato sedimentar e a água nos fundos marinhos e lacustres pouco profundos e bem iluminados (já que estes organismos necessitam da luz solar para viver). Algumas espécies produzem uma mucilagem adesiva e vivem presas à superfície de organismos marinhos, como macroalgas, moluscos, crustáceos, tartarugas e baleias.
As diatomáceas são especialmente importantes nos oceanos, onde se estima que contribuam com mais de 25% da produção primária planetária, ao assegurarem 45% da produção primária oceânica. O conjunto das diatomáceas é responsável pela libertação de cerca de 70% do oxigénio atmosférico da Terra.
As diatomáceas habitam em todos os tipos de corpos de agua, desde as regiões polares até às latitudes mais baixas, embora as regiões polares e subpolares contenham relativamente poucas espécies em contraste com a diversidade do biota das regiões temperadas e tropicais. Contudo, apesar das regiões tropicais exibirem a maior quantidade de espécies, as maiores populações de diatomáceas ocorrem nas águas marinhas das regiões polar e temperada, onde a disponibilidade de nutrientes é maior.
Algumas espécies formam parte do conjunto de endossimbiontes fotossitéticos, conhecidos por zooxantelas, presentes em organismos marinhos, assumindo extrema importância nos recifes de coral.
Em conclusão, apesar da grande diversidade de habitats que ocupam, a maioria das espécies ocorre na camada eufótica dos mares de águas frias ricas em nutrientes, onde representam uma parcela importante do fitoplâncton. Apesar disso, é grande a diversidade de espécies, mesmo em habitats confinados, como a superfície de troncos de árvores, as faces de rochas expostas e mesmo sobre as folhas de plantas.

### Ecologia
As diatomáceas são microorganismos fotossintetizadores que formam parte do fitoplâncton. Como colonizadores, as diatomáceas distinguem-se por estarem presentes em qualquer corpo de água, seja marinho, dulceaquícola ou mesmo sobre superfícies húmidas em ambientes terrestres.
Algumas espécies podem ser consideradas entre os extremófilos, ocorrendo em ambientes onde existem condições extremas de temperatura ou de salinidade. Também ocorrem em formas que depende da interacção com outros organismos, como é o caso do epifitismo das diatomáceas sobre as cianofíceas. Em muitos casos formam uma das componentes  mais importantes do perifíton (ou periphyton).
A distribuição espacial do fitoplâncton marinho está limitada, tanto horizontal como verticalmente, essencialmente pela disponibilidade de radiação solar e de nutrientes. Em consequência, as populações de diatomáceas, sendo estas produtores primários, estão limitadas às águas eufóticas onde existam nutrientes disponíveis, sendo nestas frequentemente factor limitante a disponibilidade de micronutrientes como o ferro.

## História geológica
As diatomáceas surgiram provavelmente no início do Triássico como resposta à disponibilização de diversos nichos ecológicos após a grande Extinção Permo-Triássica. Os primeiros fósseis de diatomáceas, que correspondem às primeiras formas silicificadas, surgem em depósitos do Jurássico e com grande diversificação ao longo do registo fóssil posterior. No Cretácico a flora de diatomáceas era muito abundante e há exemplos de formações rochosas, com destaque para as constituídas por diatomitos, compostas quase inteiramente por frústulas de diatomáceas.
Nos campos de petróleo de Santa Maria da Califórnia existe um depósito de diatomito com cerca de 900 m de espessura e próximo a Lompoc, Califórnia, mais de 270 000 t de diatomito são retiradas anualmente para o uso industrial.

## Importância económica

### Diatomitos e terras diatomáceas
As frústulas de sílica das diatomáceas que se ao ao longo de milhões de anos nos sedimentos oceânicos, formando uma substância fina e porosa conhecida por diatomito. Os «diatomitos» e «terras diatomáceas» são materiais constituídos pelas frústulas fossilizadas de diatomáceas, tendo importantes e diversificados usos económicos. Produtos deles derivados são usados em sectores económicos muito diversos, indo desde a utilização como elemento melhorador da fertilidade dos solos até à produção de tijolos e materiais de isolamento térmico, à produção de abrasivos na fabricação de produtos para polimento, a produção de filtros, e o fabrico de cosméticos, de pesticidas e de explosivos.
Para fins agrícolas, produtos derivados dos depósitos de diatomáceas são aplicados como fertilizantes em terras para cultivo, e por serem produtos naturais, são considerados inócuos e sem apresentarem riscos para a saúde ou de contaminação. A terra de diatomáceas fornece micronutrientes ao solo que são de grande importância para o crescimento das plantas, podendo incrementar a fertilidade do solo, actuando sinergicamente com adubos ricos em cálcio e magnésio, para além de reduzir substancialmente a lixiviação de fósforo, azoto e potássio, favorecendo a absorção destes nutrientes pelas plantas. As terra diatomáceas também actuam como reconstituinte em solos contaminadas por metais pesados ou hidrocarbonetos, para além de contribuírem para neutralizar a fitotoxicidade do alumínio em solos ácidos e reduzir a absorção de ferro e manganésio.
Um polvo de diatomáceas é empregado como insecticida em animais e plantas. Actua desidratando os insectos até lhes provocar a morte, para além disso corta e perfura o exoesqueleto, ferindo-os e eliminando-os de forma progressiva e efectiva. As frústulas das diatomáceas são de origem natural, pelo que são inócuas para animais e plantas. Ao contrário de insecticidas tóxicos, o pó de diatomáceas não pode penetrar nos tecidos animais devido ao seu tamanho.
As propriedades desses materiais, formados por partículas microscópicas, intrincadas e muito regulares em tamanho, tornam-nos atractivos para diversos usos, entre os quais o fabrico de dinamite, no qual a nitroglicerina é embebida em diatomite finamente pulverizada, reduzindo a probabilidade de uma explosão acidental por percussão.

### Produção de óleos
Os diatomáceas pertencem ao grupo das microalgas oleaginosas, dado que apresentam fracções lipídicas de até 25% em peso em condições normais, ou até  45% e condições de pressão ambiental (stress ambiental)). Como são organismos cultiváveis em fotobiorreactor (FBR), o seu uso como fonte de lípidos para uso na produção de óleos diversos é cada vez mais atractiva.
A produção de biodiesel a partir de diatomáceas ocorre através da trans-esterificação dos óleos contidos nas microalgas. A produção de biodiesel baseia-se na produção e captura de biomassa das diatomáceas, que é desidratada e submetida a ultra-sons para libertar os seus componentes. Posteriormente, os lipídos são separados dos carbo-hidratos e das proteínas. O óleo obtido é submetido a trans-esterificação alcalina, ácida ou enzimática para produzir glicerol e biodiesel.
Os óleos provenientes de diatomáceas são principalmente triglicerídeos, que geram misturas de ésteres de alquilo ao serem convertidos em biocombustível. O cracking térmico ou pirólise, é um um processo alternativo à trans-esterificação que transforma triglicerídeos em outros compostos orgânicos simples.
Determinou-se que as diatomáceas apresentam a capacidade de produzir ácidos gordos polinsaturados (AGPI) em altas concentrações. Um dos grupos mais promissores é o género Nitzschia, capaz de produzir elevadas concentrações de ácido eicosapentanóico (EPA). As diatomáceas do géneros Nitzschia apresentam adicionalmente vantagens com seja a resistência a temperaturas de até -6 °C e a ambientes de águas salobras, com produções de óleos que chegam aos 50 % do peso seco da sua biomassa.

### Outros usos
As comunidades de diatomáceas podem ser utilizadas para a determinação das condições ambientais, tanto presentes como do passado, tendo uso nos estudos das mudanças climáticas. Também são utilizadas como indicador biológico para determinar a qualidade da água.
A demonstração da presença de diatomáceas dentro das cavidades cardíacas ou na medula óssea de cadáveres é utilizada em medicina forense como forte indício de morte por submersão (afogamento).
Em limnologia e em outros estudos dos ecossistemas aquáticos, o estudo das diatomáceas permite fazer um rastreio da evolução das condições da massa de água e dos seus limites passados. Um exemplo desses estudos é a reconstrução paleolimnológica da Laguna Boquete, no norte do Panamá.

## Classificação e filogenia
Os diatomáceas são classificados como eucariotas, organismos com núcleo celular envolto por uma membrana nuclear, característica que os separa dos procariontes (archaea e bactérias). A classificação destes organismos mantém-se pouco estável, já que muitos dos agrupamentos tradicionais se revelaram parafiléticos. Uma classificação muito comum, mas que não satisfaz os requisitos da moderna cladística, divide o plâncton em oito tipos com base no tamanho: nesse esquema, as diatomáceas são classificadas como microalgas.
As diatomáceas, Diatomeae (Dumortier, 1821) ou Bacillariophyceae (Haeckel, 1878), são classificadas segundo a distribuição dos poros e ornamentação. Se as frústulas apresentam simetria radial ou trímera são designadas por diatomáceas centradas, enquanto que as que apresentam simetria bilateral e forma alongada são denominadas diatomáceas penadas. O primeiro tipo é parafilético em relação ao segundo. Algumas diatomáceas penadas apresentam uma fissura ao longo do eixo longitudinal, denominada rafe, que está implicada no processo de locomoção. O grupo das Bolidophyceae, recentemente descoberto, é considerado por alguns taxonomistas como uma classe separada. A classificação mais recente considera quatro grupos de diatomáceas:
|          | Mediophyceae (P) : Centrales (polares)                                                                              |
|          | |
| Pennales | \| \| Fragilariophyceae (P): Pennales sem rafe. \| \| \| \| \| \| Bacillariophyceae: Pennales com rafe. \| \| \| \| |
|          | \| \| Fragilariophyceae (P): Pennales sem rafe. \| \| \| \| \| \| Bacillariophyceae: Pennales com rafe. \| \| \| \| |
|          | Fragilariophyceae (P): Pennales sem rafe.                                                                           |
|          | |
|          | Bacillariophyceae: Pennales com rafe.                                                                               |
|          | |

|  | Fragilariophyceae (P): Pennales sem rafe. |
|  |                                           |
|  | Bacillariophyceae: Pennales com rafe.     |
|  |                                           |

|          | Mediophyceae (P) : Centrales (polares)                                                                              |
|          | |
| Pennales | \| \| Fragilariophyceae (P): Pennales sem rafe. \| \| \| \| \| \| Bacillariophyceae: Pennales com rafe. \| \| \| \| |
|          | \| \| Fragilariophyceae (P): Pennales sem rafe. \| \| \| \| \| \| Bacillariophyceae: Pennales com rafe. \| \| \| \| |
|          | Fragilariophyceae (P): Pennales sem rafe.                                                                           |
|          | |
|          | Bacillariophyceae: Pennales com rafe.                                                                               |
|          | |

|  | Fragilariophyceae (P): Pennales sem rafe. |
|  |                                           |
|  | Bacillariophyceae: Pennales com rafe.     |
|  |                                           |

Baseando-se em características estruturais e ultra-estruturais, tanto quanto na fisiologia desses organismos (i.e., mecanismos de reprodução assexuada e sexuada), Round et al. (1990) desenvolveram um sistema de classificação (o qual se encontra descrito logo abaixo). Entretanto, desde então, alguns géneros foram criados e/ou ressuscitados. Alguns desses géneros encontram-se posicionados na classificação abaixo, o que pode diferir do sistema, ipsis literis, de Round e colaboradores.
Divisão Bacillariophyta
- Classe Coscinodiscophyceae
  - Subclasse Thalassiosirophycidae
    - Ordem Thalassiosirales Glezer & Makarova 1986.
      - Família Thalassiosiraceae Lebour 1930
        - Thalassiosira
        - Planktoniella
        - Porosira
        - Minidiscus
        - Bacteriosira

      - Família Skeletonemataceae Lebour 1930
        - Sketletonema
        - Detonula

      - Família Stephanodiscaceae Glezer & Makarova 1986
        - Dyscostella
        - Cyclotella
        - Cyclostephanos
        - Stephanodiscus
        - Mesodictyon
        - Pleurocyclos
        - Stephanocostis

      - Família Lauderiaceae (Schütt) Lemmermann 1899
        - Lauderia

  - Subclasse Coscinodiscophycidae
    - Ordem Chrysanthemodiscales Round, 1990
      - Família Chrysanthemodiscaceae Round 1978
        - Chrysanthemodiscus

    - Ordem Melosirales Crawford, 1990
      - Família Melosiraceae Kützing 1844
        - Melosira
        - Druridgea

      - Família Stephanopyxidaceae Nikolaev
        - Stephanopyxis

      - Família Endictyaceae Crawford, 1990
        - Endictya

      - Família Hyalodiscaceae Crawford, 1990
        - Hyalodiscus
        - Podosira

    - Ordem Paraliales Crawford, 1990
      - Família Paraliaceae Crawford 1988
        - Paralia
        - Ellerbeckia

    - Ordem Aulacoseirales Crawford, 1990
      - Família Aulacoseiraceae Crawford, 1990
        - Aulacoseira
        - Strangulonena

    - Ordem Orthoseirales Crawford, 1990
      - Família Orthoseiraceae Crawford, 1990
        - Orthoseira

    - Ordem Coscinodiscales Round & Crawford, 1990
      - Família Coscinodiscaceae Kützing 1844
        - Coscinodiscus
        - Palmeria
        - Stellarima
        - Brughtwellia
        - Craspedodiscus

      - Família Rocellaceae Round & Crawford, 1990
        - Rocella

      - Família Aulacodiscaceae (Schütt) Lemmermann 1903
        - Aulacodiscus

      - Família Gossleriellaceae Round, 1990
        - Gossleriella

      - Família Hemidiscaceae Hendey 1937 emend. Simonsen 1975
        - Hemidiscus
        - Actinocyclus
        - Azpeitia
        - Roperia

      - Família Heliopeltaceae H.L.Smith 1872
        - Actinoptychus
        - Glorioptyschus
        - Lepidodiscus

    - Ordem Ethmodiscales Round, 1990
      - Família Ethmodiscaceae Round 1990
        - Ethmodiscus'

    - Ordem Stictocyclales Round, 1990
      - Família Stictocyclaceae Round 1978
        - Stictocyclus

    - Ordem Asterolamprales Round & Crawford, 1990
      - Família Asterolampraceae H.L.Smith 1872
        - Asterolampra
        - Asteromphalus

    - Ordem Arachnoidiscales Round, 1990
      - Família Arachnoidiscaceae Round, 1990
        - Arachnoidiscus

    - Ordem Stictodiscales Round & Crawford, 1990
      - Família Stictodiscaceae (Schütt) Lemmermann 1899
        - Stictodiscus

  - Subclasse Biddulphiophycidae
    - Ordem Triceratiales Round & Crawford, 1990
      - Família Triceratiaceae (Schütt) Lemmermann 1899
        - Triceratium
        - Odontella
        - Lampriscus
        - Sheshukovia
        - Pseudoauliscus
        - Eupodiscus
        - Pleurosira
        - Amphitetras
        - Cerataulus
        - Auliscus

      - Família Plagiogrammaceae De Toni 1890
        - Pladiogramma
        - Glyphodesmis
        - Dimeregramma
        - Dimerogrammopsis

    - Ordem Biddulphiales Krieger 1954
      - Família Biddulphiaceae Kützing 1844
        - Biddulphia
        - Biddulphiopsis
        - Hydrosera
        - Isthmia
        - Trigonium
        - Terpsinoë
        - Pseudotriceratium

    - Ordem Hemiaulales Round & Crawford, 1990
      - Família Hemiaulaceae Heiberg 1863
        - Hemiaulus
        - Eucampia
        - Climacodium
        - Cerataulina
        - Trinacria
        - Abas
        - Briggera
        - Pseudorutilaria
        - Keratophora
        - Kittonia
        - Strelnikovia
        - Riedelia
        - Baxteriopsis
        - Sphyntolethus
        - Ailuretta

      - Família Bellerocheaceae Crawford, 1990
        - Bellerochea
        - Subsilicea

      - Família Streptothecaceae Crawford, 1990
        - Streptotheca
        - Neostreptheca

    - Ordem Anaules Round & Crawford, 1990.
      - Família Anaulaceae (Schütt) Lemmermann 1899
        - Anaulus
        - Eunotogramma
        - Porpeia

  - Subclasse Lithodesmiophycidae
    - Ordem Lithodesmiales Round & Crawford, 1990.
      - Família Lithodesmiaceae Round, 1990
        - Lithodesmium
        - Lethodesmioides
        - Ditylum

  - Subclasse Corethrophycidae
    - Ordem Corethrales Round & Crawford, 1990
      - Família Corethraceae Lebour 1930
        - Corethron

  - Subclasse Cymatosirophycidae
    - Ordem Cymatosirales Round & Crawford, 1990
      - Família Cymatosiraceae Hasle, von Stosch & Syvertsen 1983
        - Cymatosira
        - Campylosira
        - Plagiogrammopsis
        - Brockmanniela
        - Minutocellus
        - Leyanella
        - Arcocellulus
        - Papiliocellulus
        - Extubocellulus

      - Família Rutilariaceae De Toni 1894
        - Rutilaria
        - Syndetocystis

  - Subclasse Rhizosoleniophycidae
    - Ordem Rhizosoleniales Silva 1962
      - Família Rhizosoleniaceae De Toni 1890
        - Rhizosolenia
        - Proboscia
        - Pseudosolenia
        - Urosolenia
        - Guinardia
        - Dactiliosolen

      - Família Pyxillaceae (Schütt) Simonsen 1972
        - Pyxilla
        - Gladius
        - Gyrodiscus
        - Mastogonia
        - Pyrgupyxis

  - Subclasse Chaetocerotophycidae
    - Ordem Chaetocerotales Round & Crawford, 1990
      - Família Chaetocerotaceae Ralfs in Pritchard 1861
        - Chaetoceros
        - Gonioceros
        - Bacteriastrum

      - Família Acanthocerataceae Crawford, 1990
        - Acanthoceros

      - Família Atteyaceae Round & Crawford, 1990
        - Attheya

    - Ordem Leptocylindrales Round & Crawford, 1990
      - Família Lepocylindraceae Lebour 1930
        - Leptocylindrus
- Classe Fragilariophyceae
  - Subclasse Fragilariophycidae
    - Ordem Fragilariales Silva 1962
      - Família Fragilariaceae Greville 1833
        - Fragilaria
        - Centronella
        - Asterionella
        - Staurosirella
        - Staurosirella
        - Staurosira
        - Pseudostaurosira
        - Punctastriata
        - Fragilariaforma
        - Martyana
        - Diatoma
        - Synedra
        - Ctenophora
        - Neosynedra
        - Tabularia
        - Catacombas
        - Hyalosynedra
        - Opephora
        - Trachysphenia
        - Thalassioneis
        - Falcula
        - Pteroncola
        - Asterionellopsis
        - Bleakeleya
        - Podocystis
        - Meridion

    - Ordem Tabellariales Round, 1990
      - Família Tabellariaceae Kützing 1844
        - Tabellaria
        - Tetracyclus
        - Oxyoneis

    - Ordem Licmophorales Round, 1990
      - Família Licmophoraceae Kützing 1844
        - Licmorpha
        - Licmosphenia

    - Ordem Rhaphoneidales Round, 1990
      - Família Rhaphoneidaceae Forti 1912
        - Rhaphoneis
        - Diplomenora
        - Delphineis
        - Neodelphineis
        - Perissonoë
        - Sceptroneis

      - Família Psammodiscaceae Round & Mann, 1990.
        - Psammodiscus

    - Ordem Ardissoniales Round, 1990
      - Família Ardissoneaceae Round, 1990
        - Ardissonea

    - Ordem Toaxariales Round, 1990
      - Família Toxariaceae Round, 1990
        - Toxarium

    - Ordem Thalassionematales Round, 1990
      - Família Thalassionemataceae Round, 1990
        - Thalassionema
        - Thalassiothrix
        - Trichotoxon

    - Ordem Rabdonematales Round & Crawford, 1990
      - Família Rhabdonemataceae Round, 1990
        - Rhabdonema

    - Ordem Striatellales Round, 1990
      - Família Striatellaceae Kützing 1844
        - Striatella
        - Microtabella
        - Grammatophora

    - Ordem Cyclophorales Round & Crawford, 1990
      - Família Cyclophoraceae Round & Crawford, 1990
        - Cyclophora

      - Família Entopylaceae Grunow 1862
        - Entopyla
        - Genphyria

    - Ordem Climacospheniales Round, 1990
      - Família Climacospheniaceae Round, 1990
        - Climacosphenia
        - Synedrosphenia

    - Ordem Protoraphidales Round, 1990
      - Família Protoraphidaceae Simonsen 1970
        - Protoraphis
        - Pseudohimantidium
- Classe Bacillariophyceae
  - Subclasse Eunotiophycidae
    - Ordem Eunotiales
      - Família Eunotiaceae Kützing 1844
        - Euniotia
        - Actinella
        - Semiorbis
        - Desmogonium

      - Família Periniaceae (Karsten) Topachevs’kyj & Oksiuk 1960
        - Peronia

  - Subclasse Bacillariophycidae
    - Ordem Lyrellales D.G.Mann, 1990
      - Família Lyrellaceae D.G.Mann, 1990
        - Lyrella
        - Petroneis

    - Ordem Mastogloiales D.G.Mann, 1990
      - Família Mastogloiaceae Mereschkowsky 1903
        - Aneumastus
        - Mastogloia

    - Ordem Dictioneidales D.G.Mann, 1990
      - Família Dictyoneidaceae D.G.Mann, 1990
        - Dictyoneis

    - Ordem Cymbellales D.G.Mann, 1990
      - Família Rhoicospheniaceae Chen & Zhu 1983
        - Rhoicosphenia
        - Campilopyxis
        - Cuneolus
        - Gomphoseptatum
        - Gomphonemopsis

      - Família Anomoeoneidaceae D. G. Mann, 1990
        - Anomoeoneis
        - Staurophora

      - Família Cymbellaceae Greville 1833
        - Placoneis
        - Cymbella
        - Brebissonia
        - Encyonema
        - Gomphocymbella
        - Encyonopsis
        - Pseudoencyonema
        - Navicymbulla
        - Afrocymbella
        - Gomphocymbellopsis
        - Delicata
        - Cymbellopsis
        - Cymbopleura

      - Família Gomphonemataceae Kützing 1844
        - Gomphonema
        - Didymosphenia
        - Gomphoneis
        - Reimeria
        - Gomphopleura

    - Ordem Achnantales Silva 1962
      - Família Achnanthaceae Kützing 1844
        - Achnanthes

      - Família Cocconeidaceae Kützing 1844
        - Cocconeis
        - Campyloneis
        - Anorthoneis
        - Bennetella
        - Epipellis

      - Família Achnanthidiaceae D.G.Mann, 1990
        - Achnanthidium
        - Eucocconeis
        - Planothidium

    - Ordem Naviculales Bessey 1907
      - Subordem Neiidineae D.G.Mann, 1990
        - Família Berkeleyaceae D.G.Mann. 1990
          - Parlibellus
          - Berkeleya
          - Climaconeis
          - Stenoneis

        - Família Cavinulaceae D.G.Mann. 1990
          - Cavinula

        - Família Cosmioneidaceae D.G.Mann. 1990
          - Cosmioneis

        - Família Scholioneidaceae D.G.Mann. 1990
          - Scolioneis

        - Família Diadesmidaceae D.G.Mann, 1990
          - Diadesmis
          - Luticola

        - Família Amphipleuraceae Grunow 1862
          - Frickea
          - Amphipleura
          - Frustulia
          - Cistula

        - Família Brachysiraceae D.G.Mann, 1990
          - Brachysira

        - Família Neidiaceae Mereschkowsky 1903
          - Neidium

        - Família Scoliotropidaceae Mereschkowsky 1903
          - Scoliopleura
          - Scoliotropis
          - Biremis
          - Progonoia
          - Diadema

      - Subordem Sellphorineae D.G.Mann, 1990
        - Família Sellaphoraceae Mereschkowsky 1902
          - Sellaphora
          - Fallacia
          - Rossia
          - Caponea

        - Família Pinnulariaceae D.G.Mann, 1990
          - Pinnularia

        - Diatomella
          - Oestrupia
          - Dimidiata

      - Subordem Phaeodactilineae J. Lewin 1958
        - Família Phaeodactylaceae Silva 1962
          - Phaeodactylum

      - Subordem Diploneidineae D.G.Mann, 1990
        - Família Diploneidaceae D.G.Mann, 1990
          - Diploneis
          - Raphidodiscus

      - Subordem Naviculineae Hendey 1937
        - Família Naviculaceae Kützing 1844
          - Navicula
          - Trachyneis
          - Pseudogomphonema
          - Seminavis
          - Rhoikoneis
          - Haslea
          - Cymatoneis

        - Família Pleurosigmataceae Mereschkowsky 1903
          - Pleurosigma
          - Toxonidea
          - Donkinia
          - Gyrosigma
          - Rhoicosigma

        - Família Plagiotropidaceae D.G.Mann, 1990
          - Plagiotropis
          - Stauropsis
          - Pachyneis

        - Família Stauroneidaceae D.G.Mann, 1990
          - Stauroneis
          - Craticula

        - Família Proschkiniaceae D.G.Mann, 1990
          - Proschkinia

    - Ordem Thalassiophysales D.G.Mann, 1990
      - Família Catenulaceae Mereschkowsky 1902
        - Catenula
        - Amphora
        - Undatella

      - Família Thalassiophysaceae D.G.Mann, 1990
        - Thalassiophysa

    - Ordem Bacillariales Hendey 1937
      - Família Bacillariaceae Ehremberg 1831
        - Bacillaria
        - Hantzschia
        - Psammodictyon
        - Tryblionella
        - Cymbellonitzschia
        - Gomphonitzschia
        - Gomphotheca
        - Nitzschia
        - Denticula
        - Denticulopsis
        - Fragilariopsis
        - Cylindrotheca
        - Simonsenia
        - Cymatonitzschia
        - Perrya

    - Ordem Rhopalodiales D.G.Mann, 1990
      - Família Rhopalodiaceae (Karsten) Topachevs’kyj & Oksiyuk 1960
        - Epithemia
        - Rhopalodia
        - Protokeelia

    - Ordem Surirellales D.G.Mann, 1990
      - Família Entomoneidaceae Reimer in Patrick & Reimer 1975
        - Entomoneis

      - Família Auriculaceae Hendey 1964
        - Auricula

      - Família Surirellaceae Kützing 1844
        - Hydrosilicon
        - Petrodictyon
        - Plagiodiscus
        - Stenopterobia
        - Surirella
        - Campylodiscus
        - Cymatopleura

## História da descoberta
As primeiras ilustrações de diatomáceas estão presentes em um artigo de 1703 no Transactions of the Royal Society, mostrando desenhos inconfundíveis de Tabellaria. Embora a publicação tenha sido escrita por um cavalheiro inglês não identificado, há evidências recentes de que ele era Charles King de Staffordshire. Apenas 80 anos depois encontramos a primeira diatomácea formalmente identificada, a colonial Bacillaria paxillifera, descoberta e descrita em 1783 pelo naturalista dinamarquês Otto Friedrich Müller. Assim como muitos outros depois dele, erroneamente pensou-se que fosse um animal devido à sua capacidade de se mover. Mesmo Charles Darwin viu restos de diatomáceas em pó enquanto estava nas Ilhas de Cabo Verde, embora não estivesse certo do que eram. Foi apenas mais tarde que foram identificadas para ele como poligástricos silicosos. As infusórias que Darwin mais tarde notou na pintura facial dos Fueguinos, habitantes nativos da Terra do Fogo, no extremo sul da América do Sul, foram posteriormente identificadas da mesma forma. Durante sua vida, os poligástricos silicosos foram esclarecidos como pertencentes à Diatomaceae, e Darwin teve dificuldades para entender os motivos por trás de sua beleza. Ele trocou opiniões com o renomado criptogamista G. H. K. Thwaites sobre o tema. Na quarta edição de Sobre a Origem das Espécies, ele afirmou que "Poucos objetos são mais belos do que os minúsculos estojos silicosos das diatomáceas: foram estes criados para serem examinados e admirados sob os poderes elevados do microscópio"? e argumentou que suas morfologias requintadas devem ter fundamentos funcionais em vez de terem sido criadas puramente para que os humanos admirassem.

## Galeria
Centralesː

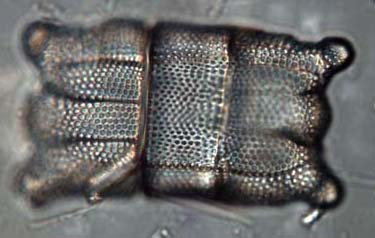
Biddulphia pulchella
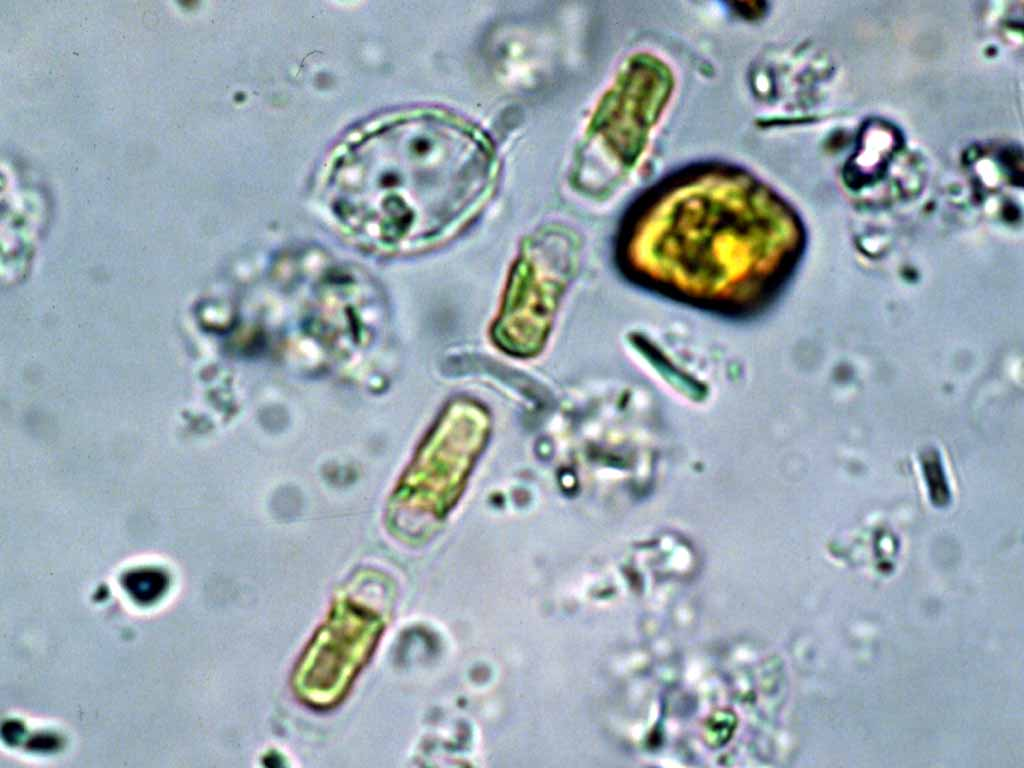
Skeltomema potamos
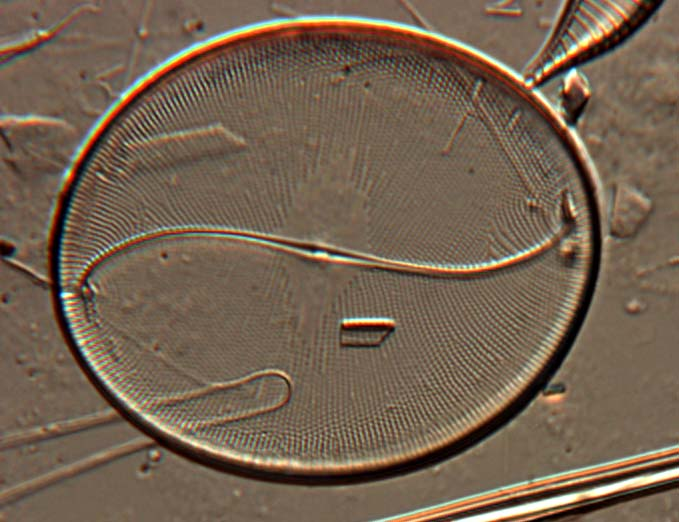
Cocconeis krammerii
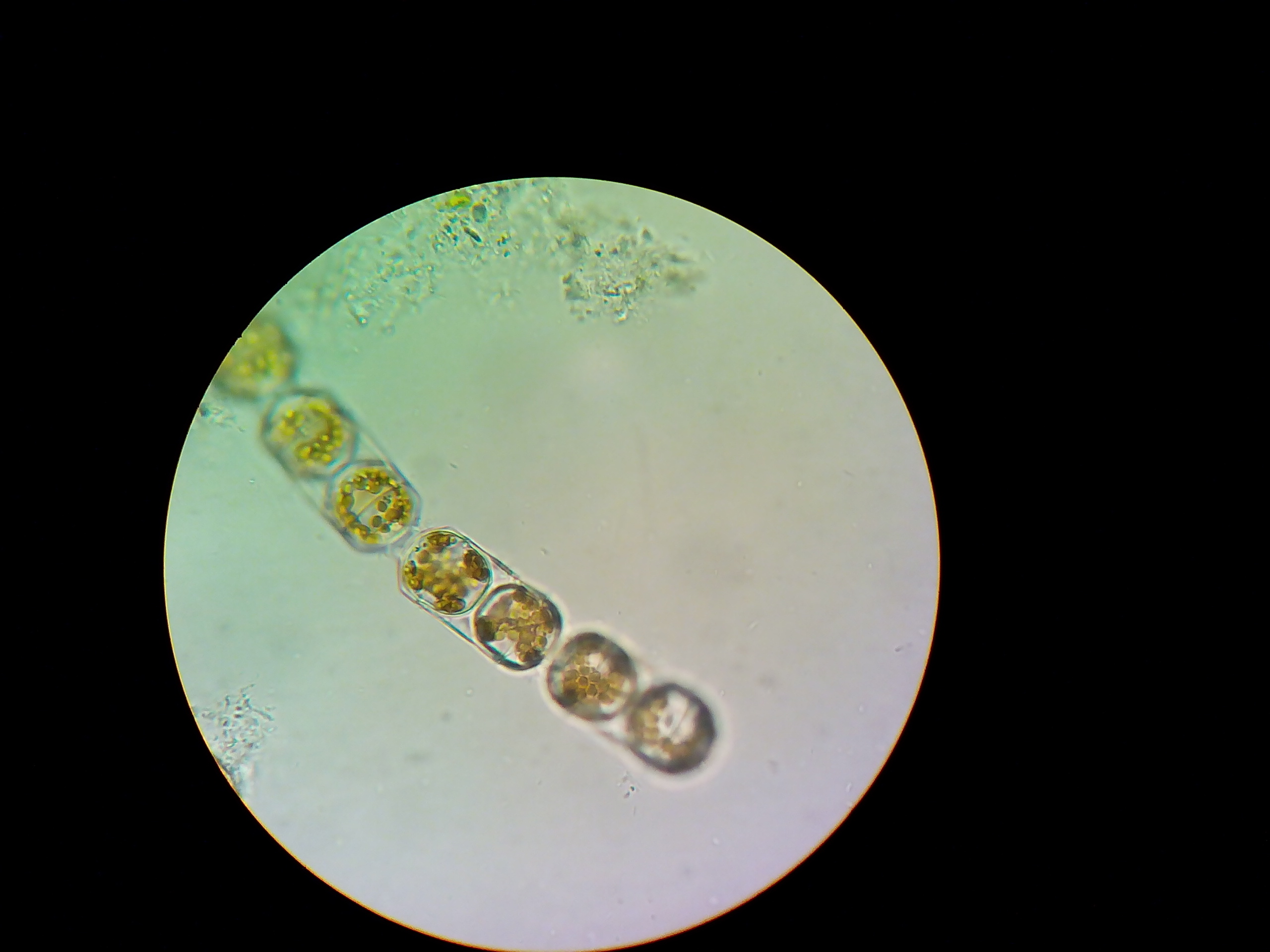
Melosira sp.
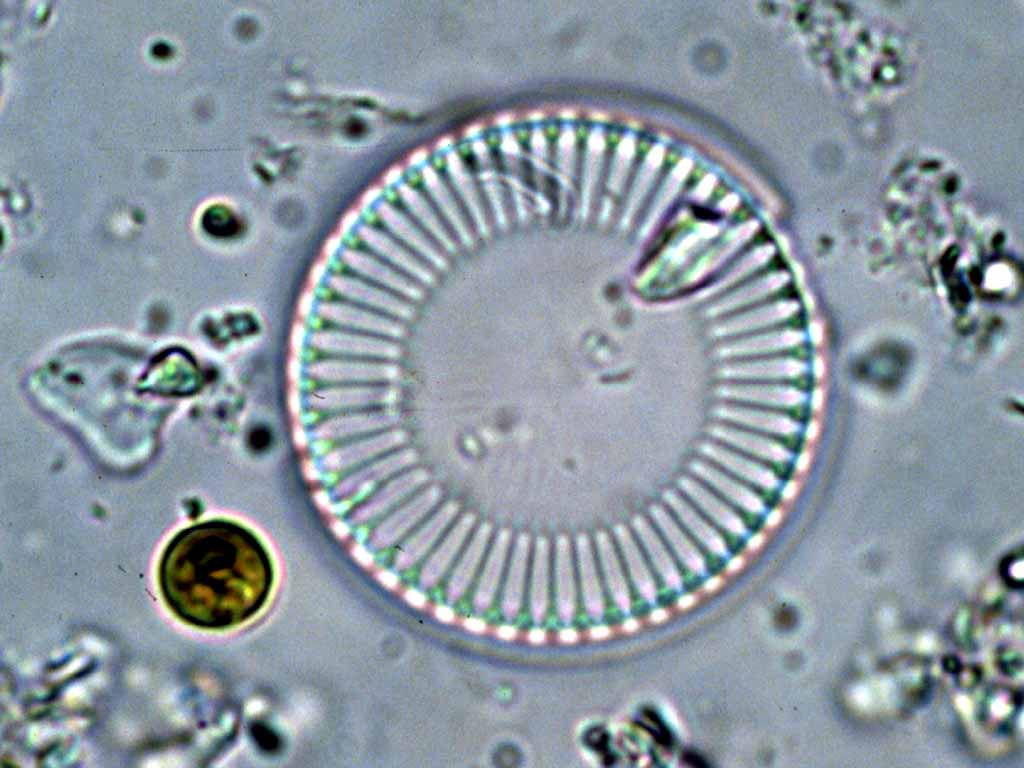
Cyclotella meneghiniana
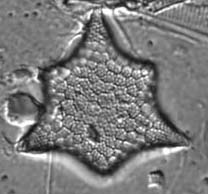
Triceratium dubium
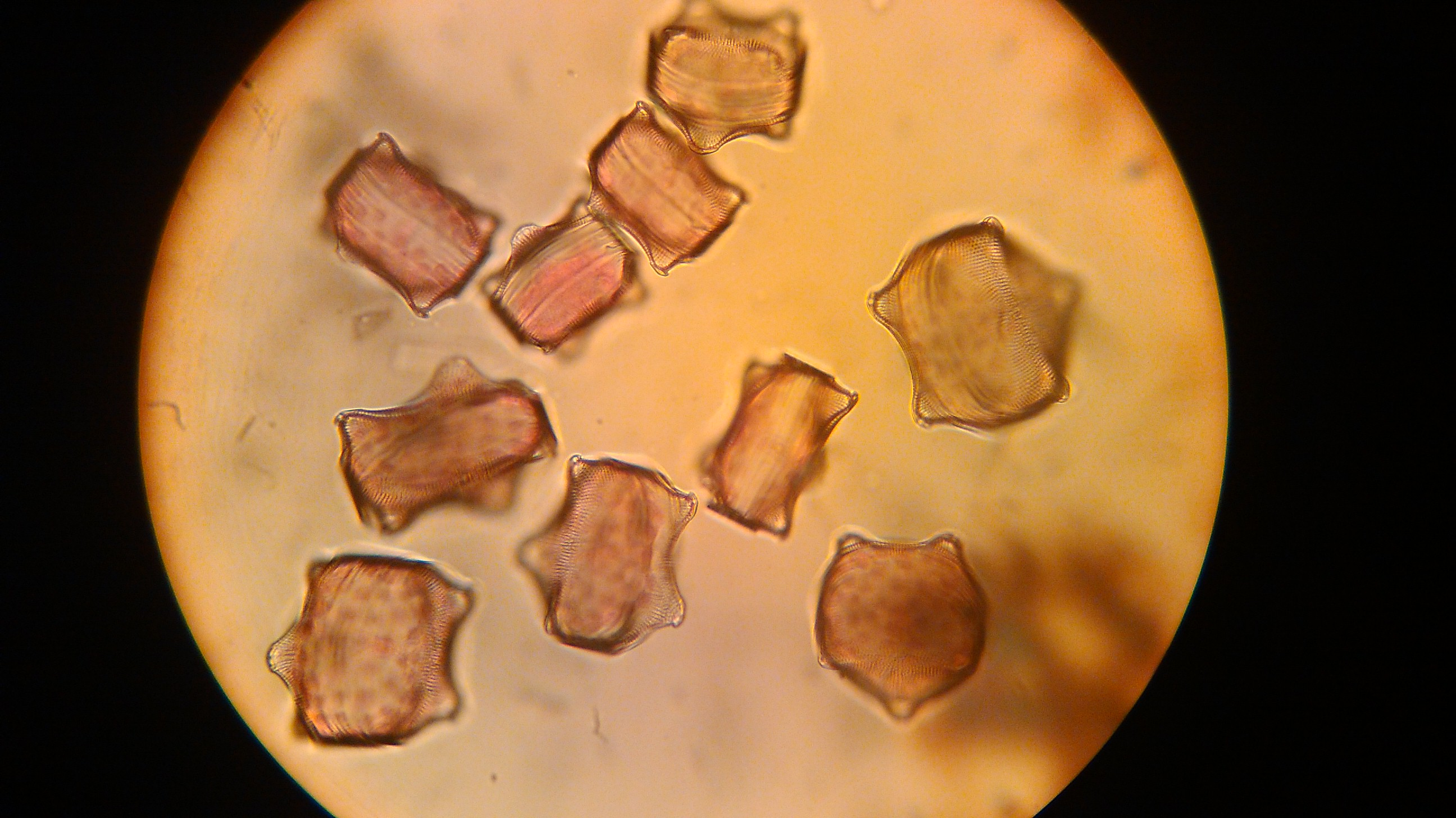
Aulacodiscus

Pennalesː

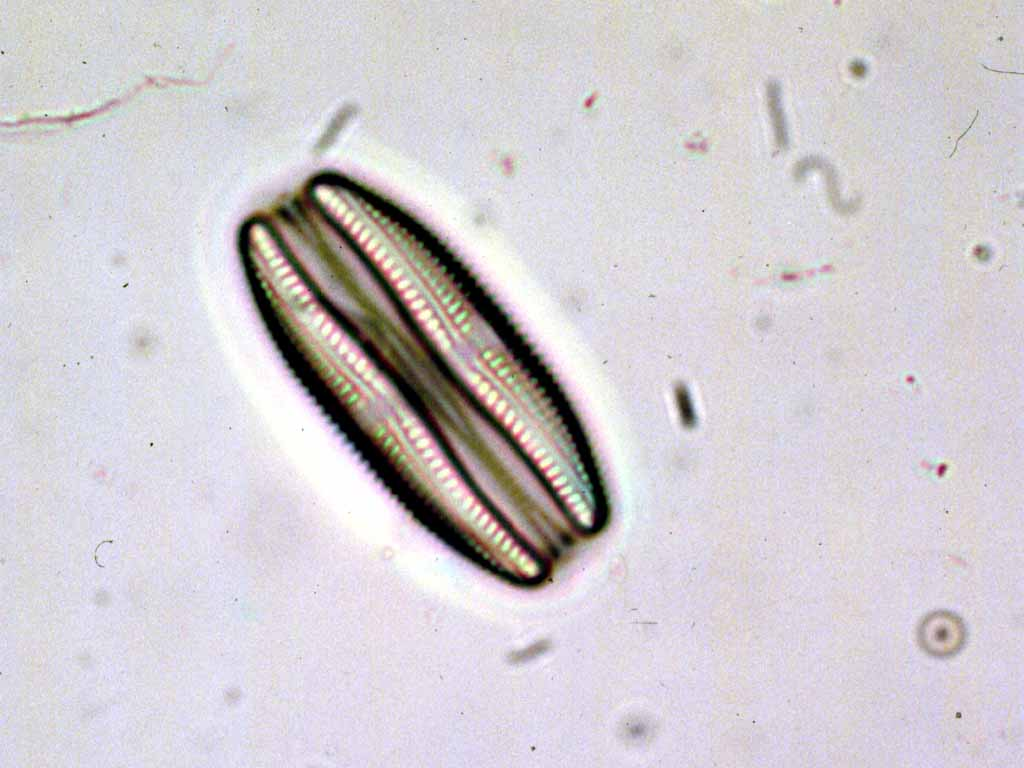
Amphoraovalis
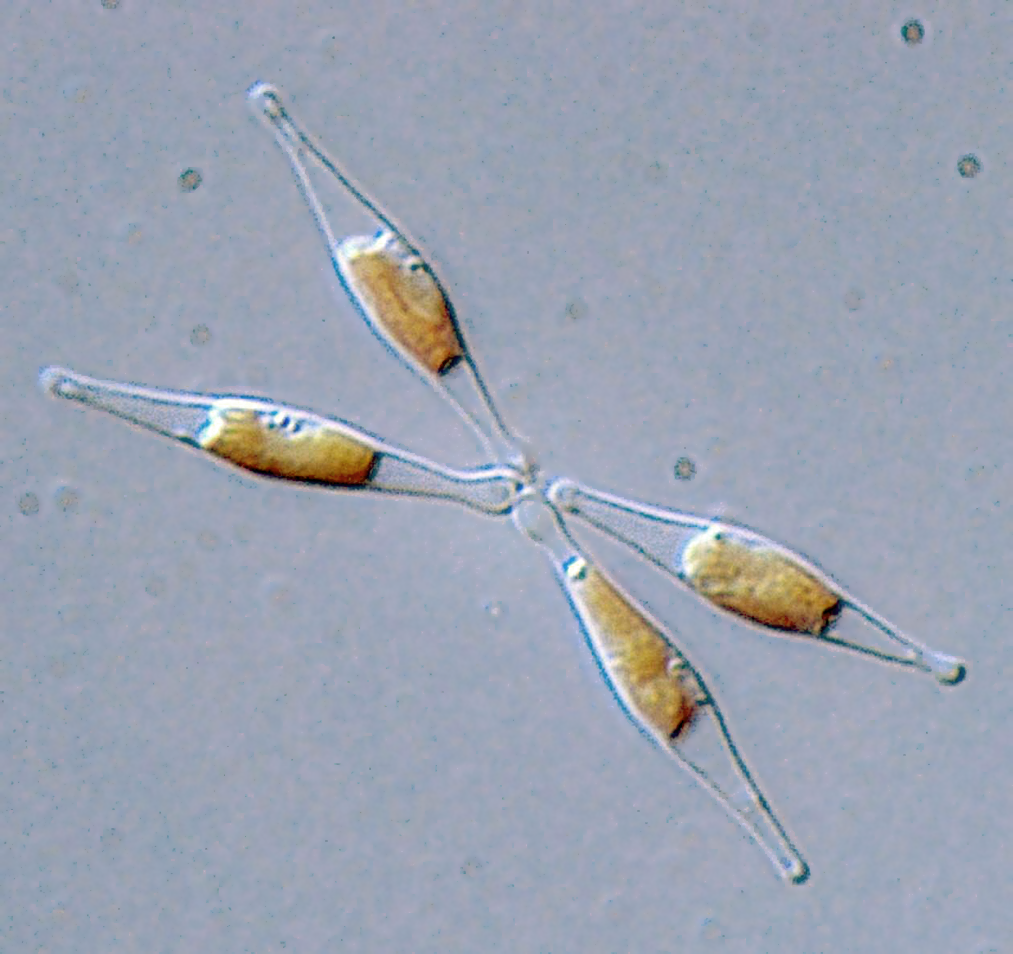
Phaeodactylum tricornutum
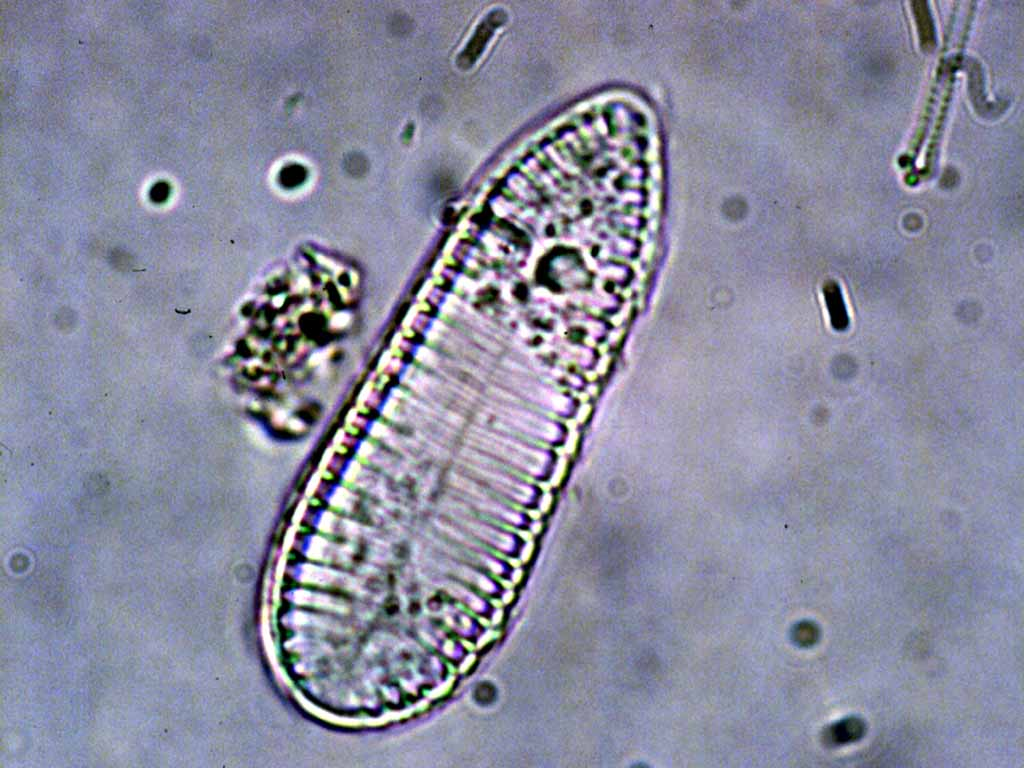
Surirela sublinearis
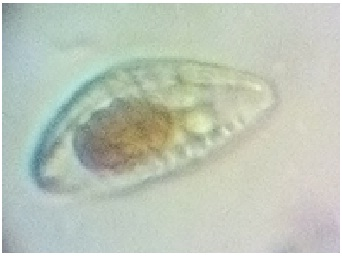
Cymbella sp.
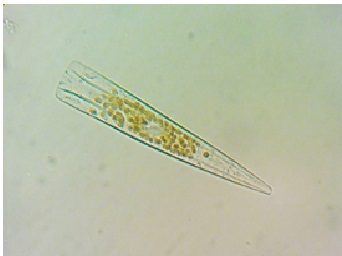
Licmophora sp.